# Tetracanthella franzi
Tetracanthella franzi är en urinsektsart som beskrevs av Cassagnau 1959. Tetracanthella franzi ingår i släktet Tetracanthella och familjen Isotomidae. Inga underarter finns listade i Catalogue of Life.